# Exoprosopa cervina
Exoprosopa cervina är en tvåvingeart som beskrevs av Mario Bezzi 1921. Exoprosopa cervina ingår i släktet Exoprosopa och familjen svävflugor. Inga underarter finns listade i Catalogue of Life.